# Jonathan Ayité
Jonathan Serge Folly Ayité (Bordeaux, 22 luglio 1985) è un ex calciatore togolese con cittadinanza francese, di ruolo attaccante.

## Biografia
È fratello di Floyd, anch'egli calciatore.

## Carriera

### Nazionale
Tra il 2007 ed il 2016 ha totalizzato complessivamente 25 presenze e 6 reti con la maglia della nazionale togolese, con la quale ha anche partecipato a due edizioni della Coppa d'Africa, nel 2010 e nel 2013.